# San Juan Ihualtepec
San Juan Ihualtepec es una localidad del estado mexicano de Oaxaca. Es cabecera del municipio de San Juan Ihualtepec.

## Demografía
| Censo | Población |
| ----- | --------- |
| 1900  | 802       |
| 1910  | 753       |
| 1921  | 439       |
| 1930  | 484       |
| 1940  | 493       |
| 1950  | 524       |
| 1960  | 623       |
| 1970  | 634       |
| 1980  | 657       |
| 1990  | 706       |
| 1995  | 397       |
| 2000  | 491       |
| 2005  | 398       |
| 2010  | 408       |
| 2020  | 293       |